# ستاد برنامه‌ریزی سیاسی (ایالات متحده آمریکا)
ستاد برنامه‌ریزی سیاسی (به انگلیسی: Policy Planning Staff) بازوی استراتژیک اصلی وزارت امور خارجه ایالات متحده آمریکا است (که گاهی اوقات با عناوین شورای برنامه ریزی سیاسی، دفتر برنامه ریزی سیاسی یا با مخفف S/P یاد می‌شود)
این واحد در سال ۱۹۴۷ توسط دیپلمات مشهور جرج اف. کنان و به درخواست وزیر امور خارجه جرج مارشال برای خدمت به عنوان «یک منبع مستقل تجزیه و تحلیل سیاسی و مشاوره به وزیر امور خارجه» ایجاد شد که اولین وظیفه آن طراحی طرح مارشال بود.
- مدیران گذشته:

جرج اف. کنان، آن ماری اسلاتر، جیک سولیوان، دنیس راس، گرگوری کریگ، پل ولفوویتز، پل نیتز، ریچارد هاس
- اعضای گذشته:

زبیگنیو برژینسکی، سندی برگر، کوری شاک و مایکل آرماکوست
حداقل ۱۴ نفر از اعضای گذشته «ستاد برنامه ریزی سیاسی» به عنوان سفیر خدمت کرده‌اند. ریاست این هیئت به عهده مدیر برنامه ریزی سیاسی خواهد بود.